# Carl Robert Forsgrén
Carl Robert Forsgrén, född 5 september 1838, död 18 september 1901, var en svensk affärsman och donator.
Forsgrén var under en rad år delägare i den betydande firman Forsgrén & Wilcken och åtnjöt ett högt anseende som en driftig och bildad affärsman. Forsgrén avled ogift och i sitt testamente förordnade han, att omkring två miljoner skulle utfalla på släktingar, vänner och tjänare samt en del allmänna inrättningar, och att resten skulle tillfalla Stockholm stad. Där skulle pengarna användas i en fond för allmännyttiga ändamål, dock ej för att åstadkomma skatteminskningar.